# Quách Gia Di
Quách Gia Di (郭加彛) còn dịch là Quách Gia Ỷ, là tướng dưới quyền Jaya Sinhavarman II (Sạ Đẩu). Năm 1044, quân đội Đại Cồ Việt do vua Lý Thái Tông chỉ huy tấn công Chiêm Thành. Quân Chiêm đại bại. Tướng chỉ huy của quân Chiêm là Quách Gia Di giết chết Sạ Đẩu rồi dâng đầu lên cho Lý Thái Tông.